# Lycodonomorphus leleupi
Lycodonomorphus leleupi (конголезька темночерева водяна змія) — вид змій родини Lamprophiidae. Ендемік Демократичної Республіки Конго.

## Поширення і екологія
Конголезькі темночереві водяні змії мешкають на плато Кунделунгу і Кібара на південному сході ДР Конго. Вони живуть у водно-бюолоних угіддях в савані. Зустрічаються на висоті від 1250 до 1810 м над рівнем моря.